# Banmaw (dystrykt)
Banmaw (birm.: ဗန်းမော်ခရိုင်, ang. Bhmao District) – dystrykt w Mjanmie, w stanie Kaczin.
Dystrykt leży w południowej części stanu, nad rzeką Irawadi.
Według spisu z 2014 roku zamieszkuje tu 346 520 osób, w tym 171 077 mężczyzn i 175 443 kobiety, a ludność miejska stanowi 31,3% populacji.
Dystrykt dzieli się na 4 townships: Banmaw, Shwegu, Momauk, Mansi oraz 3 subtownships: Myohla, Lwe’ge' i Dotphoneyan.